# (52455) Masamika
(52455) Masamika (1995 AD1) – planetoida z pasa głównego asteroid okrążająca Słońce w ciągu 4,02 lat w średniej odległości 2,53 j.a. Odkryta 6 stycznia 1995 roku.